# Diana Vandenberg
Diana Vandenberg, geboren als Angèle Thérèse Blomjous (Den Haag, 1 april 1923 – aldaar, 3 oktober 1997) was een Nederlands kunstschilder.

## Biografie
Diana Blomjous was een dochter van wollenstoffenfabrikant J.M.D. Blomjous en rooms-katholiek gedoopt. Na haar diploma HBS-B volgde ze een opleiding aan de Academie voor Beeldende Kunst in Den Haag waar ze onder meer les kreeg van Paul Citroen en ze ging naar de Académie de la Grande Chaumière in Parijs. Ze kreeg privélessen van Francine van Davelaar en had als hobby sterrenkunde. Ze was lid van de Rozenkruisers.
In 1952 trouwde ze met Franciscus Johannes Gijsbertus van den Berg, (alias Johfra). Het echtpaar ging kort na 1962 weer uit elkaar.
Ook na haar scheiding bleef ze signeren met de naam van haar voormalige echtgenoot. Vandenberg woonde en werkte in Den Haag. Op een van haar vele rondreizen ontmoette zij ook Salvador Dali. Ze heeft vele leerlingen gehad onder wie Frans Erkelens, Axel Kreher, Fred Hansen, Ruud Verkerk en Petronella Wijnekus.
Vandenberg exposeerde vele malen in Nederland, België, Frankrijk, Duitsland, Zwitserland, Griekenland, Indonesië en de Verenigde Staten en verzorgde er ook lezingen. Ze maakte in de jaren 70 deel uit van de groep meta-realisten, bijeengebracht door Hein Steehouwer. De exposities konden rekenen op grote belangstelling van het publiek. In totaal hebben 48.000 mensen de exposities van deze groep bezocht.
Van een aantal werken van Vandenberg zijn in die tijd door Verkerke Reprodukties posters uitgebracht.
Er waren interviews in dag- en weekbladen en op radio en TV. Een uitgebreid overzicht is weergegeven in de hermetische schilderkunst en in Oude meesters van morgen.

## Oeuvre
Diana Vandenberg heeft een omvangrijk oeuvre nagelaten van circa 800 schilderijen, als fijnschilder met de techniek van dun opgezette glacislagen in renaissancistische stijl. Het oeuvre omvat treffende portretschilderingen in met name latere jaren en surrealistische voorstellingen bevattende  veel religieuze en filosofische symboliek. 
Geschilderd vanuit een kosmisch bewustzijn en met de overtuiging dat het goddelijke alom vertegenwoordigd is, was dit voor haar een bron van creativiteit. Een van de hoogtepunten op dit vlak is het negenluik ‘de levensboom cyclus’ als symbool van de weg die de mens door het leven heeft te gaan. In de literatuur geeft de beschrijving en analyse van dr. ir. J. Stellingwerff in zijn publicatie De Hermetische schilderkunst van Diana Vandenberg (1969) inzicht in veel van de tot dan toe gemaakte werken. Tevens biedt het een uitgebreid overzicht van de bibliografie, exposities  en verschenen artikelen.